# Stazione di Monte Carlo
La stazione di Monte Carlo (in francese gare de Monte-Carlo) è stata una stazione ferroviaria del Principato di Monaco, situata sulla linea Marsiglia–Ventimiglia, era a servizio dell'omonimo quartiere.

## Storia

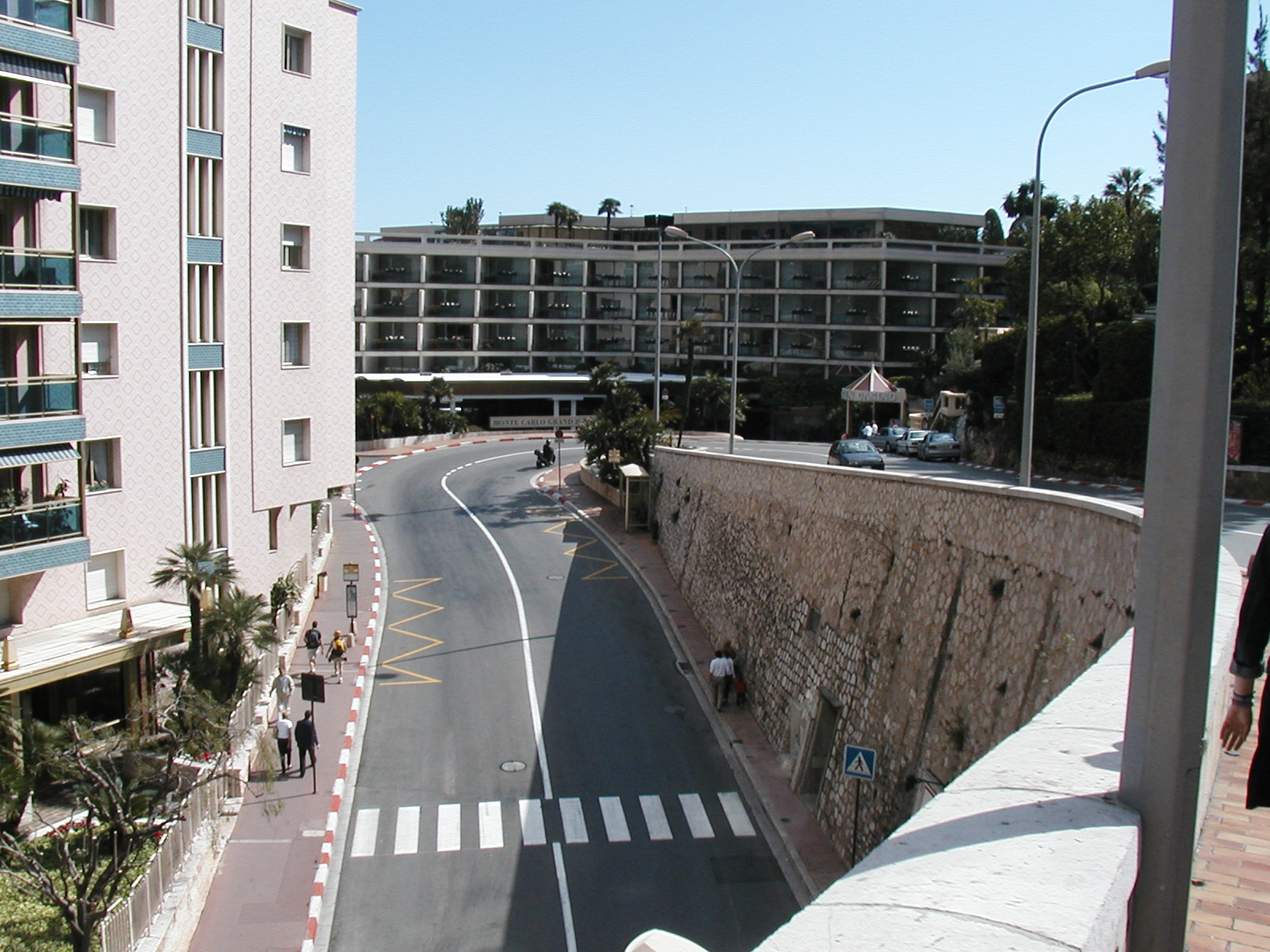
Hotel Fairmont il luogo dove sorgeva la stazione

La stazione fu inaugurata il 6 dicembre 1869 sulla tratta Monaco-Mentone dopo che già nel 1868, ai piedi della città vecchia, era stata aperta la stazione di Monaco nel quartiere monegasco di La Condamine, il secondo più antico quartiere del Principato di Monaco dopo Monaco Vecchia. 
Negli anni cinquanta Ranieri III, rendendosi conto che i diritti di passaggio ferroviario stabiliti quasi un secolo prima causavano enormi perdite al Principato decise  la realizzazione di una variante della linea Marsiglia-Ventimiglia facendo deviare il tracciato più a nord su un nuovo tracciato lungo 3.491 metri, comprendente due cunicoli sotterranei di 131 metri e 3.056 metri.
Nel 1965 a seguito di questa deviazione e alla realizzazione della variante parzialmente sotterranea, costruita tra il 1958 e il 1964, la stazione venne soppressa e successivamente demolita: l'altra stazione assunse così la doppia denominazione Monaco-Montecarlo.
Sul sito dove sorgeva la stazione venne costruito l'attuale Hotel Fairmont.
La strada in corrispondenza dell'hotel fa anche parte del Circuito di Monte Carlo ed è nota come ''Curva Grand Hotel'', spesso chiamata anche ''Curva della vecchia stazione'' proprio in omaggio alla vecchia stazione ferroviaria.